# Mjadra
 (février 2016).
Si vous disposez d'ouvrages ou d'articles de référence ou si vous connaissez des sites web de qualité traitant du thème abordé ici, merci de compléter l'article en donnant les références utiles à sa vérifiabilité et en les liant à la section « Notes et références ».
La mjadra au Liban, ou moujaddara (en arabe : مجدرة / mujaddara), ou mdardra dans la région de Beyrouth, est un plat végétarien très consommé dans les périodes de jeûne. La gastronomie libanaise fait souvent penser à la table de mezzés et aux grillades, qu'on trouve dans la plupart des restaurants libanais[Selon qui ?].
Mais en réalité les Libanais consomment surtout des plats à base de légumineuses (haricots, pois, lentilles, etc.), et notamment la mjadra.[réf. nécessaire]

## Description
La mjadra est un plat typique libanais à base de lentilles et de riz (prononciation du Nord du Liban, sinon mujaddara). Il est depuis longtemps considéré comme étant le « plat du pauvre » car dépourvu de viande ou d'ingrédients onéreux. Simple et rapide à cuisiner, il se consomme beaucoup en hiver mais aussi froid en été.
Ce plat est très apprécié des Libanais qui le dégustent surtout en famille (il ne figure pas sur la carte des restaurants). Il existe une autre appellation selon la région où l'on se trouve : mdardra (appelé ainsi surtout dans la région de Beyrouth).
Généralement, la mjadra se consomme seule, mais elle peut être accompagnée de tomates, de piment et cannelle, et plus rarement de coriandre ou de cumin.
Du fait de son importance dans l'alimentation, il existe un dicton disant : « Un homme affamé serait prêt à vendre son âme pour un plat de mjadra. »